# Castelo de São Jorge da Mina

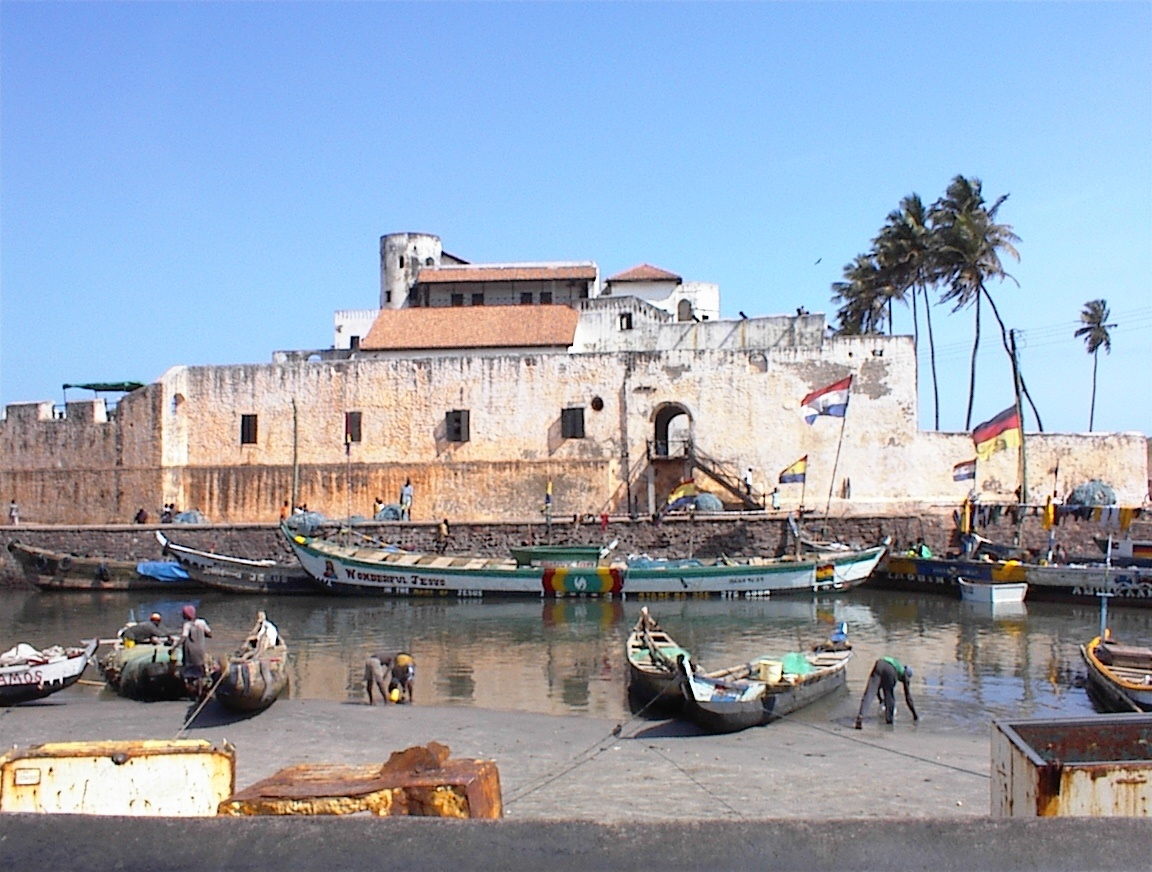
Castelo da Mina, no Gana

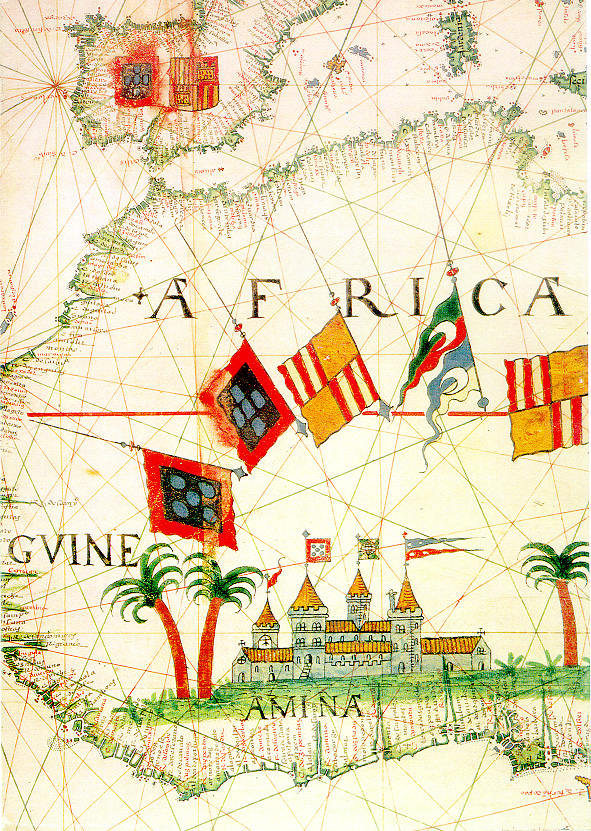
"A Mina", detalhe de mapa do século XVI

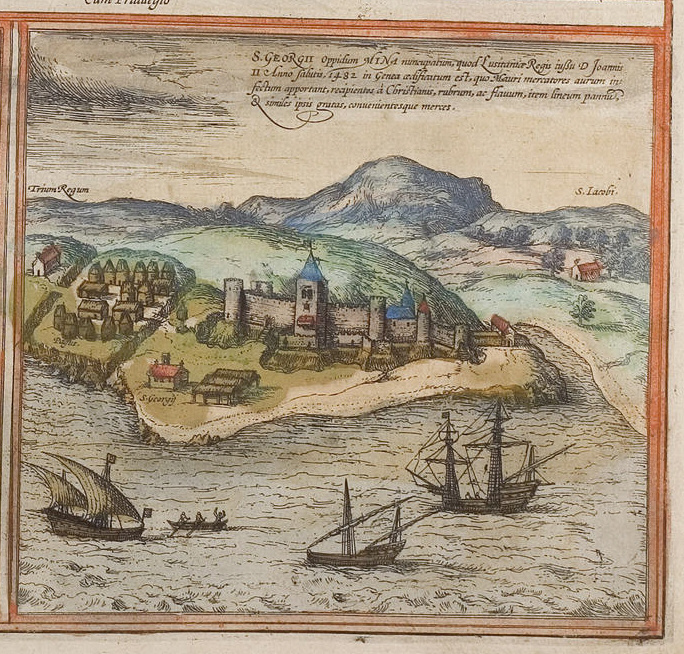
"S. Georgii Oppidum" (Braun e Hogenberg. "Civitates Orbis Terrarum", 1572)

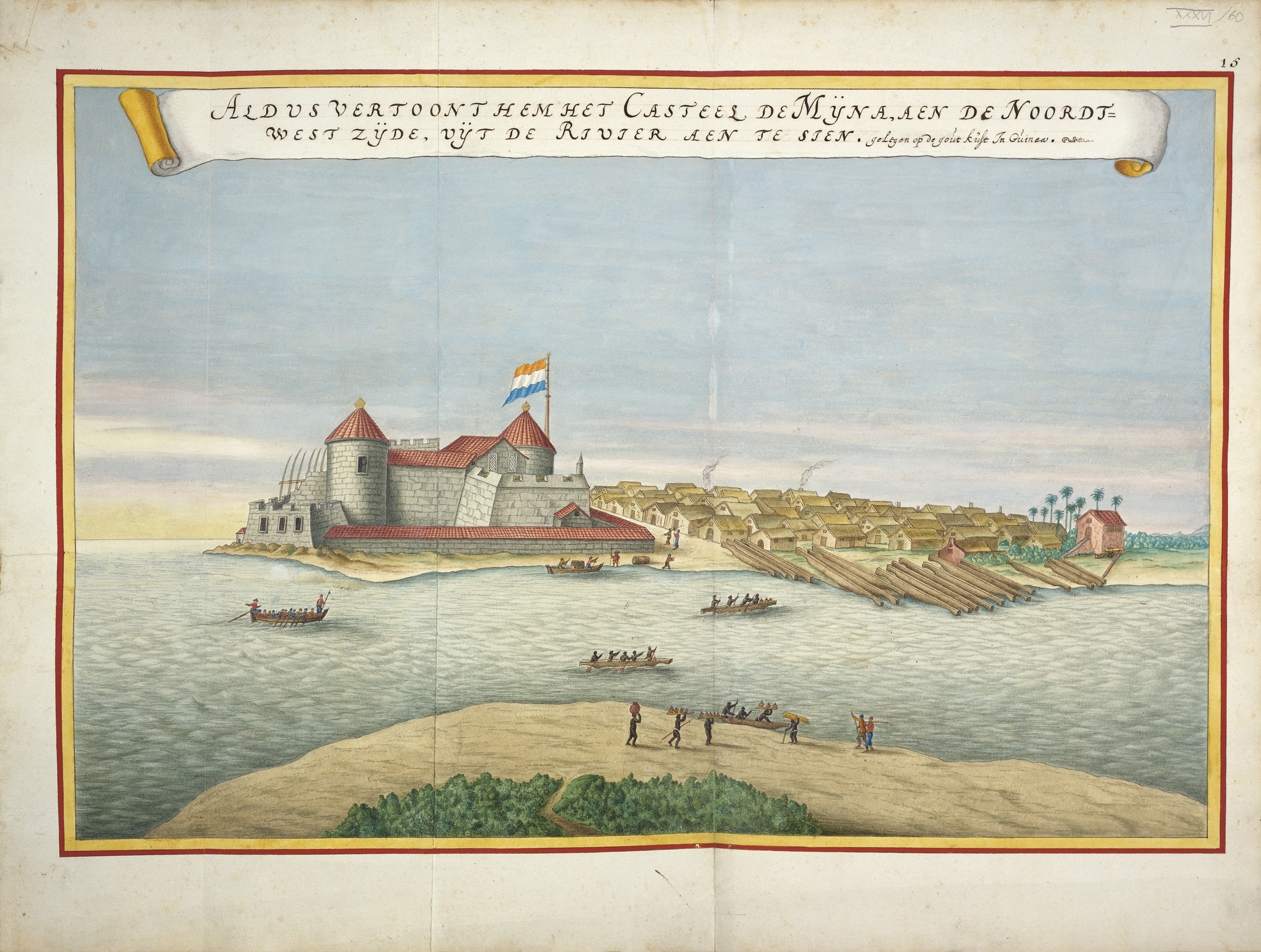
Vista do Castelo da Mina pelo lado noroeste a partir do rio (Atlas Blaeu van der Hem, séc. XVII)

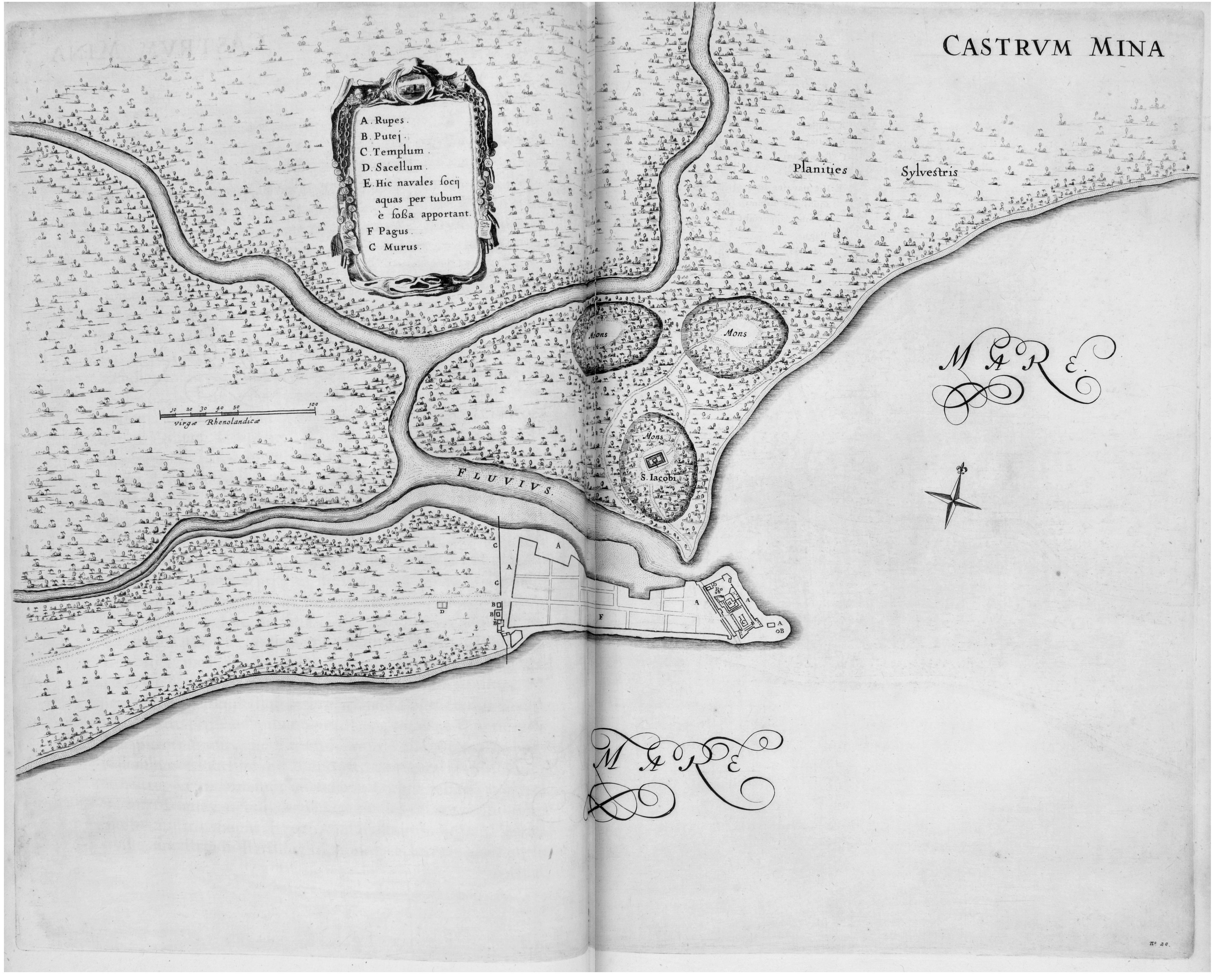
Mapa de Elmina, 1647

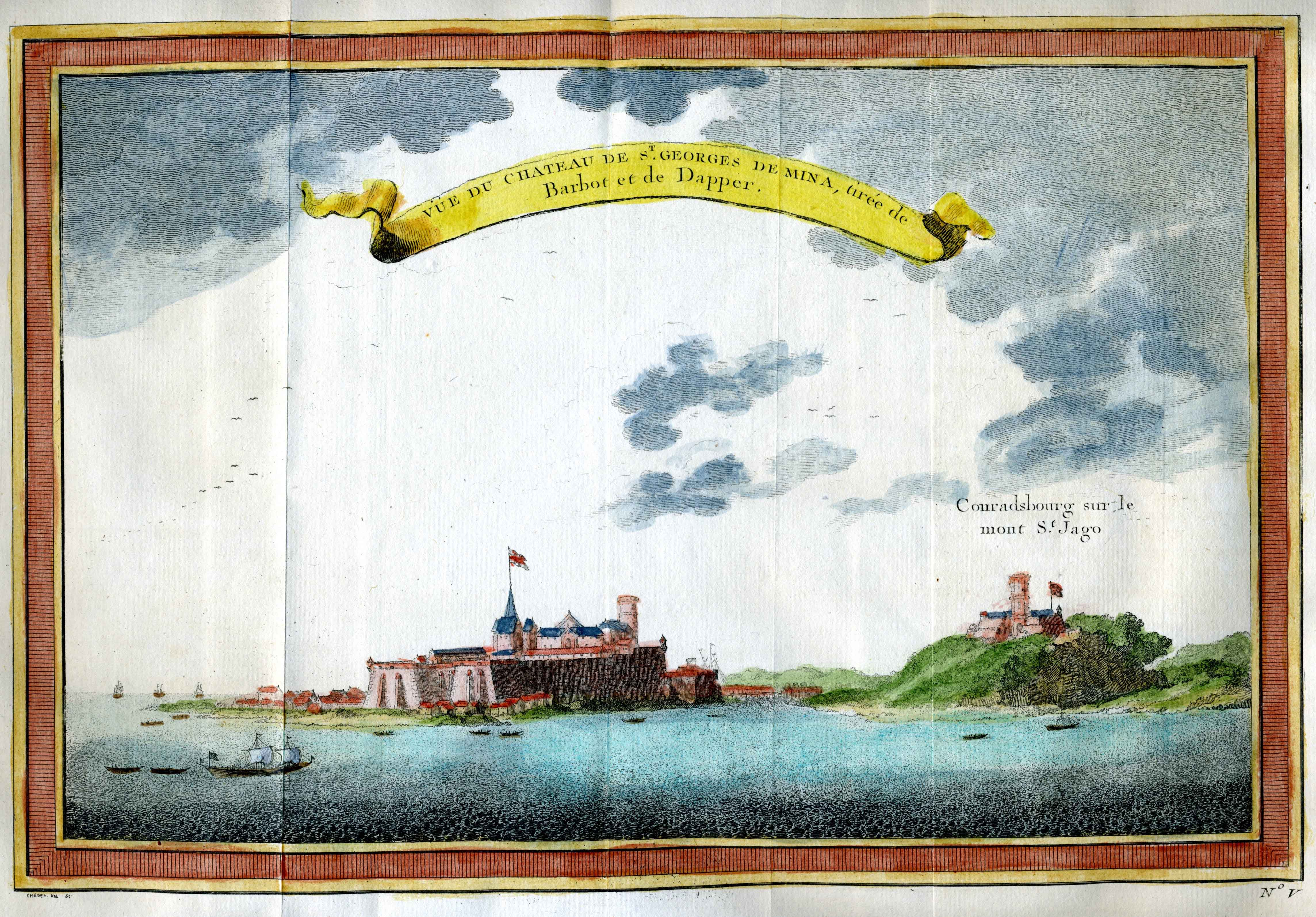
Fortaleza de São Jorge da Mina e Castelo no Monte de São Tiago (1750)

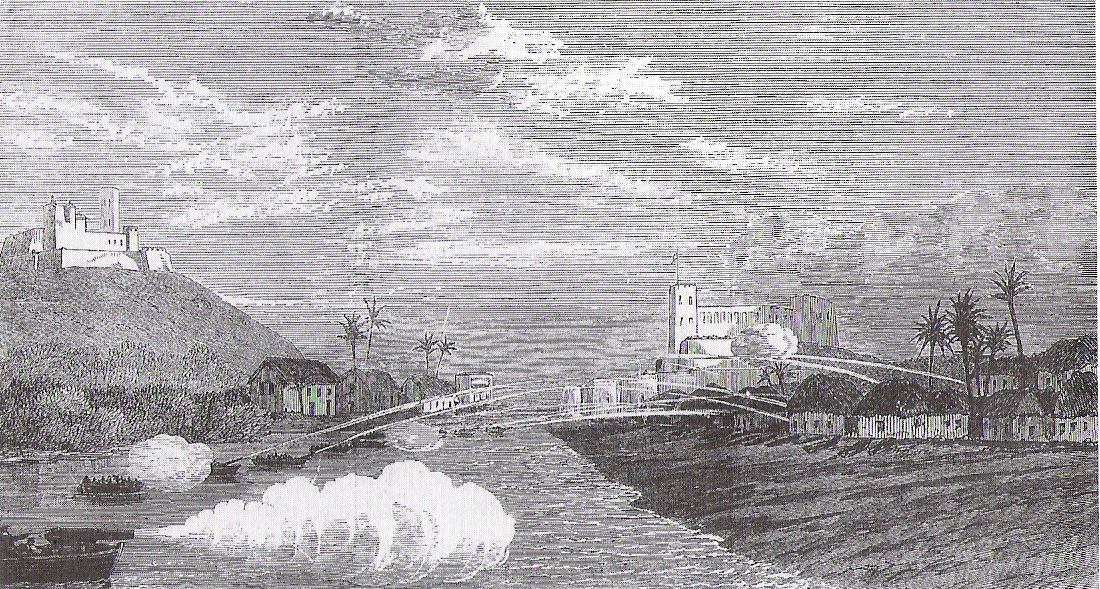
Bombardeamento britânico de Elmina (1873)

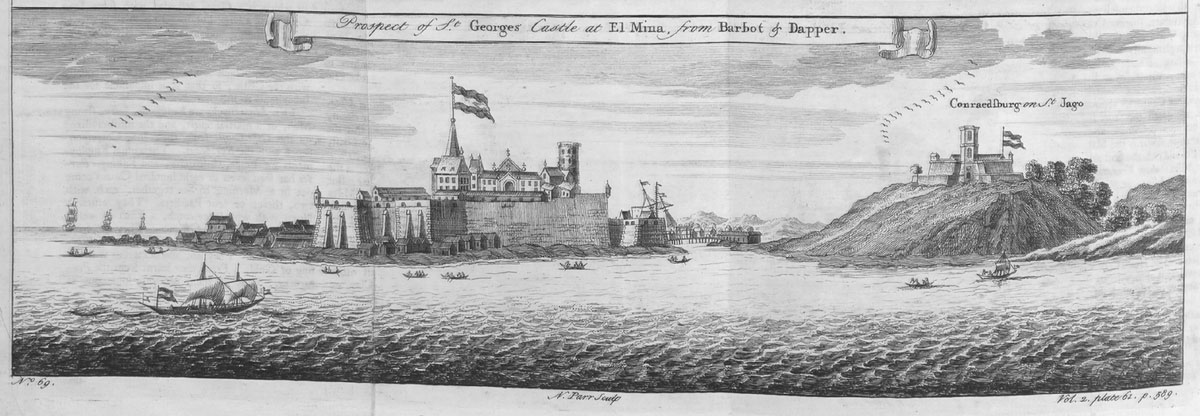
Forte de São Jorge da Mina e Forte de São Tiago

O Castelo de São Jorge da Mina, também designado por Castelo da Mina, Feitoria da Mina, e posteriormente por Fortaleza de São Jorge da Mina, Fortaleza da Mina, ou simplesmente Mina, localiza-se na atual cidade de Elmina, no Gana, no litoral da África Ocidental. Após a sua ocupação pelos neerlandeses em 1637, o seu nome passou a figurar na cartografia apenas como Elmina.
A feitoria portuguesa da Mina sucedeu, em importância militar e económica, à Feitoria de Arguim, de que se tem notícia já a funcionar em 1461 quando a sua capitania-mor foi concedida. Se a ilha de Arguim assinalava o limite da África islamizada, a Mina teve a função inicial de assegurar a soberania e o comércio de Portugal no Golfo da Guiné, constituindo-se no seu principal estabelecimento na costa africana, fonte da riqueza que alimentou a economia do país até se iniciar o ciclo da Índia, após 1498.
Posteriormente, com o incremento do tráfico Atlântico de escravos, a fortificação readquiriu importância como entreposto onde os cativos eram mantidos a aguardar o seu transporte para o Novo Mundo.
Considerada a mais antiga fortificação europeia ao Sul do deserto do Saara, foi declarada Património Mundial pela Unesco e tem sido objecto de sucessivos trabalhos de conservação e restauro pelo Governo do Gana.

## História

### Antecedentes
Ainda em vida do Infante D. Henrique (1394-1460), a exploração da costa africana principiou a render frutos. Nas décadas seguintes, a Coroa portuguesa empreendeu a construção de feitorias, entrepostos comerciais fortificados, de modo a intensificar o comércio de produtos europeus por gêneros como o ouro, especiarias e escravos, principalmente. Adicionalmente, estas estruturas proporcionavam segurança e apoio às atividades de navegação e descobrimentos na costa ocidental africana.
A mais antiga de todas foi a feitoria da ilha de Arguim (o Castelo de Arguim), na altura do Cabo Branco, fundada em 1448, sob as instruções do próprio Infante. A fortificação de Arguim serviu como modelo para as que se lhe seguiram na região, como o Castelo da Mina, ainda no século XV, e o Forte de Santo António de Axim (ou de Axém), no alvorecer do século seguinte.
Após a morte do Infante, o seu sobrinho paterno, o Rei D. Afonso V de Portugal (1438-1481), arrendou a exploração da costa da Guiné, na forma de monopólio comercial, em 1469, por cinco anos (mais um ao fim do contrato). O primeiro arrematante foi um comerciante lisboeta, Fernão Gomes, que, além da renda, ficava obrigado à descoberta anual de 100 léguas da costa, a partir da Serra Leoa. Foi durante a vigência desse contrato que se alcançou a região da Mina. Por essa razão, aquele comerciante passou a chamar-se Fernão Gomes da Mina, e aquele trecho do litoral passou a ser designado como Costa do Ouro nos mapas da época, despertando a cobiça internacional nomeadamente dos Reis Católicos, que só cessaram as pressões para se apossarem da região com o Tratado de Alcáçovas (1479), através do qual reconheciam a Portugal o domínio das descobertas a Sul das Canárias.

### O Castelo de São Jorge da Mina
Com a subida ao trono de D. João II de Portugal (1481-1495), este soberano determinou a construção de um novo entreposto, visando a proteger o comércio do ouro naquele litoral. Para esse fim, em fins de 12 de Dezembro de 1481, ou nos primeiros dias de 1482 (há divergência entre as fontes), uma expedição de onze navios partiu de Lisboa, sob o comando de Diogo de Azambuja, que veio a ser o 1.° Capitão, transportando uma tropa de 600 homens - apoiados por uma centena de pedreiros e carpinteiros - e material de construção como lastro nos navios - pedra lavrada e numerada, gesso e cal. A sua missão era erguer uma fortificação com funções de feitoria, o chamado Castelo de São Jorge da Mina, posteriormente denominado como Castelo Velho da Mina.

### Chegada dos portugueses
|                                                                             |  |
| Dois mapas do século XVI da costa oeste africana, mostrando A mina (a mina) |  |

Ao chegar, escolhida a baía para o desembarque, este ocorreu a 19 de Janeiro de 1482, iniciando-se de imediato os trabalhos de construção. Em vinte dias os trabalhos da fortificação estavam bem encaminhados, estando erguidas as paredes da torre, uma cerca e algumas casas. Dadas como concluídas pouco depois, ao abrigo da fortificação-feitoria desenvolveu-se um núcleo urbano geminado informalmente denominado como "Duas Partes": uma habitada por europeus, outra por nativos. A povoação de São Jorge da Mina recebeu Carta de Foral em 1486. Ali eram trocados trigo, tecidos, cavalos e conchas ("zimbo") por ouro (até 400 kg/ano) e escravos, estes com intensidade crescente a partir do século XVI e da descoberta do Brasil.

### A administração do forte-feitoria
Concluída a fortificação, estabelecidos os contactos amigáveis com as populações locais e iniciadas as trocas comerciais, Azambuja determinou o retorno da armada a Lisboa, com a notícia do completo sucesso da missão. Ele próprio permaneceu como capitão da fortaleza, com 60 soldados, cargo que exerceu até 1484, quando ele próprio retornou a Lisboa.
Entre os seus comandados na ocasião, encontrava-se o marinheiro genovês Cristóvão Colombo. Posteriormente o comando foi ocupado por elementos ilustres no reino, nomeados por períodos de três anos. Estes oficiais tinham vastos poderes outorgados pela Coroa, ainda que sujeitos a um rígido regimento, de forma a coibir o contrabando do ouro ou a prática de outras atividades ilícitas. A sua autoridade estendia-se a outros entrepostos fundados posteriormente naquela costa, como os de Axim (Axém), Osu, Shema (Shamá), Waddan, Cantor e Benim.

### Da Dinastia Filipina ao século XVIII
Ao longo do século XVI, ataques de corsários franceses às embarcações portuguesas no regresso da Índia, da Mina e do Brasil tornaram-se frequentes. O mesmo se registou com relação à Inglaterra, com quem foi assinado um tratado em 1570.
No contexto da Dinastia Filipina, devido ao conflito existente entre a Coroa de Espanha e a República das Sete Províncias Unidas dos Países Baixos, que lutavam pela sua emancipação política, estes últimos passaram a atacar as possessões portuguesas por meio da ação da Companhia Neerlandesa das Índias Ocidentais. Por esse instrumento, na primeira metade do século XVII foi conquistada a costa da Região Nordeste do Brasil e, em 29 de Agosto de 1637, a Fortaleza de São Jorge da Mina, na costa africana, após cinco dias de resistência. Na ocasião, o efetivo português na Mina era de cerca de quarenta homens, doentes e mal-armados. As tropas neerlandesas encontravam-se sob o comando do coronel Van Koin.
Os neerlandeses fizeram de São Jorge da Mina a capital da Costa do Ouro Holandesa, e, rebatizando o forte como Fort de Veer, Fort Java, Fort Scomarus e Fort Naglas, procederam-lhe obras de reforço e de ampliação. A partir de então, a Mina tornou-se um centro fornecedor de mão de obra escrava para o continente americano. Outros fortes portugueses na região foram também conquistados pelos holandeses em 1642, com a mesma finalidade.

### Do século XIX aos nossos dias
Em 1873, o forte foi conquistado pelos britânicos.
A estrutura da fortificação foi reconhecida pela Unesco como Património Mundial em 1979.
O monumento sofreu uma ampla intervenção de restauração e conservação a cargo do governo de Gana na década de 1990 e, atualmente encontra-se aberto à visitação turística.

## Características
Porto de escala das embarcações da Carreira da Índia na costa ocidental africana, as iconografias do castelo, em mapas do século XVI (como o Planisfério de Cantino, 1502), mostram uma sólida estrutura acastelada dominada por uma torre de menagem de planta circular, tendo os muros reforçados por torreões, também no formato circular, semelhantes a outros erguidos em estilo manuelino em Portugal à época. Na segunda metade desse século, os panos de muralhas envolveram o núcleo urbano habitado por comerciantes, funcionários e colonos portugueses.
Uma planta levantada sob o reinado de João III de Portugal (1521-1557) por João Leal ou Marcos Gomes em 1556, mostra uma cerca defensiva avançada com dois baluartes sobre o mar. Um outro desenho, bastante esquemático e irregular, sugerindo tratar-se de um levantamento ou mostra enviada à Corte a fim de servir de base a melhoramentos, talvez tenha sido preparado pelo "mestre de obras da Fortaleza da Mina" Lopo Machado (1563-1578), que trabalhara anteriormente nas obras de fortificação da Capitania da Bahia, no Estado do Brasil.
Da época da conquista neerlandesa, existe iconografia da Mina, com as fortificações acrescidas, de autoria de Caspar Barlaeus e de Frans Post.
Atualmente, a fortificação apresenta uma mistura de estilos e elementos portugueses e neerlandeses em sua arquitectura.